# Pasillo rodante

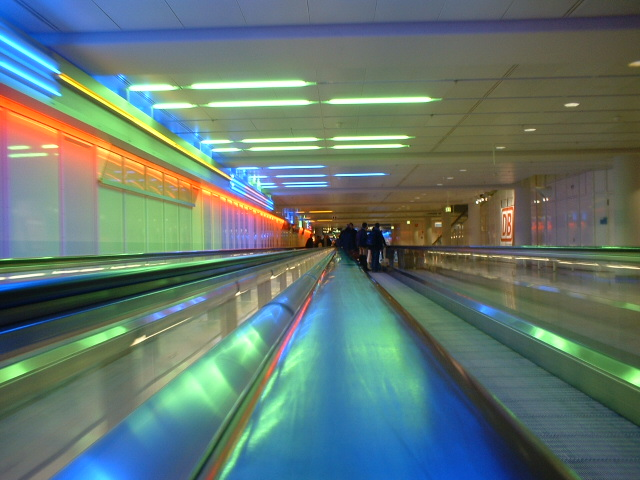
Pasillo rodante en el Aeropuerto Internacional de Múnich-Franz Josef Strauss.

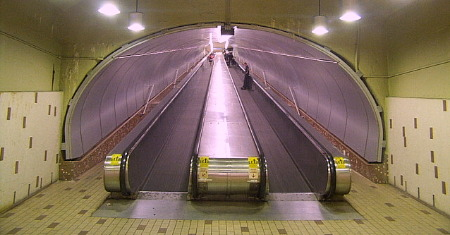
Pasillo rodante en una estación de metro en Montreal.

Un pasillo rodante, camino rodante, cinta desplazadora o acera móvil es un sistema de transporte de personas similar a una escalera mecánica pero sin escalones. El pasillo puede ser tanto plano como con cierta inclinación.
Este tipo de sistemas son frecuentes en los aeropuertos para facilitar el acceso en tramos largos entre los terminales o dentro de ellos. También se encuentran en supermercados con varios niveles, dado que, a diferencia de las escaleras mecánicas, también permiten el transporte del carrito. El ángulo de inclinación no debe superar los 7° o el 12,3 % para poder considerarse apto para personas minusválidas.
Los pasillos rodantes modernos tienen una velocidad variable, que aumenta al comienzo poco después de detectar un peso y se reduce poco antes de que el mismo abandone la cinta. La diferencia de velocidad es de aprox. factor 1,8. La solución técnica consiste en separar o acercar las placas en la zona central, lográndose así diferentes velocidades en diferentes secciones de la misma cinta.